# 1794년 중립법
1794년 중립법(영어: Neutrality Act of 1794)은 미국과 평화로운 관계에 있는 어떠한 국가에 대해서도 미국 시민이 전쟁을 벌이는 것을 불법으로 규정한 미국의 법률이다. 이 법은 부분적으로 다음과 같이 선언했다.
| “ | 어떤 사람이 미국의 영토나 관할권 내에서 군사 원정이나 기업을 시작하거나, 착수하거나, 수단을 제공하거나, 준비한다면... 미국이 평화로운 관계에 있던 외국 군주나 국가의 영토나 영지에 대해 그 사람은 경범죄를 저지른 것으로 간주된다. | ” |

이 법은 또한 외국 군함이 미국 해역에서 장비를 갖추는 것을 금지하고 해상 3마일의 영토 제한을 설정했다.
이 법은 여러 번 폐지되고 대체되었으며 개정되기도 했고, 유사한 법률이 현재 18 U.S.C. § 960으로 유효하다.

## 기원과 진화
이 법의 한 가지 이유는 미국 헌법 제1조 제8항 위반에 대한 책임을 명시하기 위함이었는데, 이 조항은 전쟁 개시 결정을 미국 의회에 유보한다.
대륙회의는 이전에 1778년에 프랑스와 동맹을 맺었었는데, 프랑스는 1794년 미국의 영국과의 제이 조약으로 미국이 이 동맹을 위반했다고 비난했다. 프랑스의 미국 대사 에드몽샤를 주네는 프랑스 제1공화국 정부가 전쟁 중인 스페인과 영국에 대한 공격을 위해 미국인 사략선원들을 적극적으로 모집하고 있었다. 미국 내 일부 개인들은 사략 활동에 참여하며 프랑스 공화당 정부를 지지하고 있었고, 다른 미국인들은 영국령 캐나다와 플로리다 및 남미의 스페인 소유지에 대해 필리부스테로 군사 작전을 수행하고 있었다. 이는 조지 워싱턴의 1793년 중립 선언과 1794년 법으로 이어졌다.
1794년 중립법은 에런 버, 윌리엄 S. 스미스 그리고 에티엔 기네의 재판에서 사용되었는데, 이들은 프랑스인 장 밥티스트 르메트르와 함께 프랑스의 영국 전쟁에 참여하기 위해 무장 선박을 장비한 혐의로 유죄 판결을 받았다.
1794년 중립법은 1817년 중립법과 결합되었는데, 이는 원 법에서 언급되지 않은 스페인으로부터 최근 독립한 국가들을 포함했다. "식민지, 지역, 또는 사람들"과 같은 미승인 정부들은 제5항 마지막 조항에서 "국가와 군주"와 동일한 인정을 받는다. 헨리 클레이는 이를 "아메리카 공화국에 대한 스페인 이익을 위한 법"이라고 불렀다.
1817년 중립법은 또한 최대 3년의 징역과 최대 3천 달러의 벌금형을 규정했다.
1794년 중립법과 1817년 중립법은 1818년 중립법에 의해 폐지되고 대체되었다. 1794년 중립법은 그 이후 여러 번 폐지, 재제정, 개정되었으며 그 후속 법은 18 U.S.C. § 960으로 여전히 유효하다.

## 입법 역사
1794년 3월 13일, 부통령 존 애덤스는 미국 상원에서 1794년 중립법이 될 법안에 찬성하는 쪽으로 캐스팅보트를 던졌다. 미국 하원은 1794년 5월 31일 법안을 즉시 심의하기로 투표했다. 1794년 6월 2일, 전원위원회는 법안의 6항을 삭제하는 동의를 제출했다. 이 항은 외국 군함이나 사략선에 의해 노획된 노획물의 미국 내 판매를 금지했다.

## 최근 적용
1981년, 붉은 개 작전에 연루된 아홉 명의 남성들은 1794년 중립법의 후속 법률에 따라 각각 3년의 징역형을 선고받았다. 이들은 도미니카 정부를 전복할 계획이었다.
2007년 라오스 쿠데타 음모 의혹에서 미국 정부는 함정 수사 후 음모자들이 공산주의 라오스 정부를 전복하여 1794년 중립법의 후속 법률을 위반할 계획이었다고 주장했다. 미국 정부는 이후 이 피고인들에 대한 모든 혐의를 취하했다.
2016년 5월, 4명의 미국 거주자들이 2014년 감비아 쿠데타 시도에서 그들의 역할로 1794년 중립법의 후속 법률을 위반한 혐의로 유죄 판결을 받았다.

## 같이 보기
- 버 음모사건